# Teal Bunbury
Teal Alexander Bunbury (ur. 27 lutego 1990 w Hamilton) – amerykański piłkarz pochodzenia kanadyjskiego występujący na pozycji napastnika, zawodnik Nashville SC. Syn Alexa Bunbury’ego, byłego piłkarza.

## Kariera klubowa
Bunbury urodził się w Kanadzie jako syn Amerykanki i Kanadyjczyka. Karierę piłkarską rozpoczął w 2006 roku jako junior w klubie Apple Valley Juventus. W 2007 roku został graczem drużyny Akron Zips z uczelni Uniwersytet w Akronie. W 2009 roku przeszedł do Rochester Thunder z USL Premier Development League. W 2010 roku poprzez MLS SuperDraft trafił do Kansas City Wizards. W MLS zadebiutował 28 marca 2010 na stadionie T-Bones Stadium (Kansas City) w wygranym 4:0 pojedynku z DC United. 15 lipca 2010 na stadionie Mapfre Stadium (Columbus) w wygranym 1:0 spotkaniu z Columbus Crew strzelił pierwszego gola w MLS. W 2011 roku zespół Kansas City Wizards zmienił nazwę na Sporting Kansas City. 19 lutego 2014 przeszedł do New England Revolution. W 2022 został piłkarzem Nashville SC.

## Kariera reprezentacyjna
Bunbury jest byłym reprezentantem Kanady U-17 oraz U-20. W 2010 roku zdecydował się na grę w reprezentacji Stanów Zjednoczonych. Zadebiutował w niej 17 listopada 2010 na stadionie Cape Town Stadium (Kapsztad, Południowa Afryka) w wygranym 1:0 towarzyskim meczu z RPA. 22 stycznia 2011 na stadionie Dignity Health Sports Park (Carson) w zremisowanym 1:1 towarzyskim spotkaniu z Chile strzelił pierwszego gola w drużynie narodowej.